# Резолюция Совета Безопасности ООН 1752
Резолюция 1752 Совета Безопасности Организации Объединенных Наций — резолюция Совета Безопасности ООН, единогласно принятая 13 апреля 2007 года.

## Резолюция
Единогласно приняв резолюцию 1752 (2007), Совет Безопасности, приветствуя прогресс, достигнутый обеими сторонами в осуществлении резолюции 1716 (2006), призвал грузинскую сторону обеспечить, соответствие ситуации в верхней части Кодорского ущелья московскому соглашению о прекращении огня и разъединении сил от 14 мая 1994 года. Совет призвал абхазскую сторону проявлять сдержанность в связи с обязательствами, принятыми Грузией в отношении ситуации в Кодорском ущелье.
Совет осудил нападение на деревни в верхней части Кодорского ущелья, совершенное в ночь с 11 на 12 марта, и настоятельно призвал все стороны оказать полную поддержку продолжающемуся расследованию, проводимому совместной группой по установлению фактов под руководством МООННГ.
Подчеркнув, что положение с возвращением внутренне перемещенных лиц, восстановлением и развитием экономики в зоне безопасности,  должно быть улучшено, совет призвал обе стороны возобновить диалог без предварительных условий. Совет Безопасности настоятельно призвал стороны серьезно рассмотреть законные взаимные озабоченности в области безопасности, воздерживаться от любых действий, которые могут помешать мирному процессу, и расширить необходимое сотрудничество с МООННГ и миротворческими силами Содружества Независимых государств (СНГ).
Совет далее настоятельно призвал обе стороны незамедлительно приступить к осуществлению мер по укреплению доверия, содержащимся в предложениях, представленных группой Друзей Грузии при Генеральном секретаре ООН в ходе совещания с участием грузинской и абхазской сторон, состоявшегося в Женеве 12 и 13 февраля.